# Haz turismo
«Haz turismo» es una canción de la banda española de rock Celtas Cortos, incluido en su segundo álbum de estudio, Gente impresentable y publicada como sencillo en 1990.

## Descripción
Tema de ritmo rápido y con una letra irónicamente antibélica, dirigida contra determinadas acciones del Ejército de los Estados Unidos de América, con expresas alusiones a la CIA, el conflicto de Nicaragua y la invasión de Panamá. Desde foros conservadores como la Fundación FAES se pone este tema como ejemplo del antiamericanismo supuestamente propio de las fuerzas de Izquierda en España.
El tema está incluido en los siguientes álbumes recopilatorios de la banda:
- ¡Vamos! (1995)
- Nos vemos en los bares (1997) - en directo -
- The Best of Celtas Cortos (1999)
- Grandes éxitos, pequeños regalos (2001) - en directo -
- Gente distinta (2002) - en directo -
- 20 soplando versos (2006)
- Vivos y directos (2012)

La versión en directo de 1997 se lanzó como sencillo, llegando al número uno de la lista de Los 40 Principales el 16 de agosto de ese año.